# Ленинградская ситценабивная фабрика имени Веры Слуцкой
Ленинградская ситценабивная фабрика имени Веры Слуцкой — предприятие, существовавшее с 1823 по 1997 год в Санкт-Петербурге на Кожевенной линии, д. 34. Специализировалось на отделке, окраске, нанесении рисунка и выпуске готовых к употреблению хлопчатобумажных, штапельных, ситцевых и других тканей.

## История

### Ситценабивная фабрика Якова Лютша
Яков Лютш, эльзасец из Швейцарии, построил свою фабрику в Чекушах — историческом районе Санкт-Петербурга, рядом с Невой, мягкая вода которой хорошо подходила для отбелки тканей, облегчала пропитку их краской, придавая контрастность и яркость цвету.
Годом основания считается 1823 год, о чём свидетельствовали надписи на рекламе и этикетках фабрики, а также архивные документы, например фонды Императорского министерства финансов.
4 июля 1842 года Яков Лютш подал прошение городскому землемеру о занятии «пустопорожней» территории между его фабрикой и зданием корпуса таможенных
объездчиков, обязуясь в случае положительного решения подсыпать на этой низменной территории грунт, чтобы впредь она не подвергалась частым затоплениям. Просьба Лютша была удовлетворена.
В августе 1842 года фабрикант получил также разрешение о пристройке к производству каменных служб для белильни, красильни и кузницы, а также деревянных мастерских. Летом 1846 года Лютш добавил к средствам производства паровой котёл, который разместил в одноэтажном помещении, пристроенном к деревянным мастерским.
По состоянию на ноябрь 1851 года фабрика считалась «третьеразрядным ситцекрасильным заведением», в котором работали 480 человек, живущих на «вольных квартирах», согласно обследованию, проведённому по предписанию обер-полицмейстера Санкт-Петербурга.
После кончины Якова Лютша, в 1848 году, была произведена достройка кузницы, белильни и красильни и усилено защитное устройство от наводнений — «деревянный плот», а над каменным зданием фабрики выстроили деревянные помещения для склада и сортировочного цеха.
Лютш был должен значительную сумму купцу 1-й гильдии И. О. Щербакову, поэтому он был вынужден составить завещание, по которому фабрика перешла под управление Щербакова, а наследники были ограничены в правах — они не могли требовать от купца никаких отчётов о ведении фабричных дел.
В 1854 году Щербаков обратился в биржевой комитет с тем, чтобы учредить над производством административное управление; члены администрации были назначены 25 октября 1854 года. Через два года администрация была распущена и 7 декабря 1856 года фабрику передали в опеку детям Лютша, но «без надлежащей сдачи и приёма»; работа её остановилась на два года.
Фабричные средства производства значительно устарели, поскольку, согласно протоколу 1849 года, непрерывно употреблялись более 25 лет. Тем не менее, в том же году ткани мануфактуры получили золотую медаль на Санкт-Петербургской мануфактурной выставке, а в начале 1850-х вырабатывалось до 120 тысяч кусков ситца из сурового миткаля, стоимостью от 1 до 3 рублей за каждый кусок.
Для окончательного решения о возвращении фабрики наследникам Якова Лютша Император Александр II приказал передать дело в Сенат, где приняли резолюцию в пользу наследников Лютша, а взаимные претензии оппонентов «оставить без уважения».
Долги фабрики в 1858 году составили более 200 тысяч рублей и семья Лютша, не располагая такими средствами, была вынуждена продать всё производство, которое в 1868 году перешло к Санкт-Петербургскому купцу 1-й гильдии Ротермундту, выплатившему все фабричные долги. Поскольку имя прежнего владельца и его марка приобрели известность, то новые владельцы, учредившие АО, оставили название «Яков Лютш». Также они расширили производство: в период 1868—1872 гг. выстроили специальное помещение и установили там 5 цилиндрических котлов высокого давления, в дополнение к которым летом 1872 года стали строить ещё одну котельную с 4-мя котлами такого же типа. Согласно «Протоколу осмотра фабрики», составленному комиссией Санкт-Петербурга в ноябре 1882 года число рабочих составило 163 человека. Из сведений данного протокола можно было заключить, что условия труда на фабрике были тяжёлыми: в белильной людям было тяжело дышать из-за испарений, зимой работники страдали от перепада температур.

### АО «И. А. Воронин, Лютш и Чешер»
Продукция фабрики на Васильевском острове отмечалась золотыми медалями на Парижской выставке 1876 года и на Всемирной выставке в Бельгии в 1885 году. В начале 1890-х гг. на производство обратили внимание отечественный фабрикант-текстильщик Иван Воронин и подданный Англии Карл Чешер, предложившие сотрудничество. В результате создали АО «И. А. Воронин, Лютш и Чешер», после чего старая фабрика сгорела в ночь на 11 августа 1898 г.
На участке № 34 по Кожевенной линии построили новые каменные корпуса, а напротив, на участке № 33 — каменные помещения для рабочих, отдельное строение для служащих и конюшню для гужевого транспорта; а также деревянный особняк с садом для сына Воронина, вскоре ставшего директором фабрики.

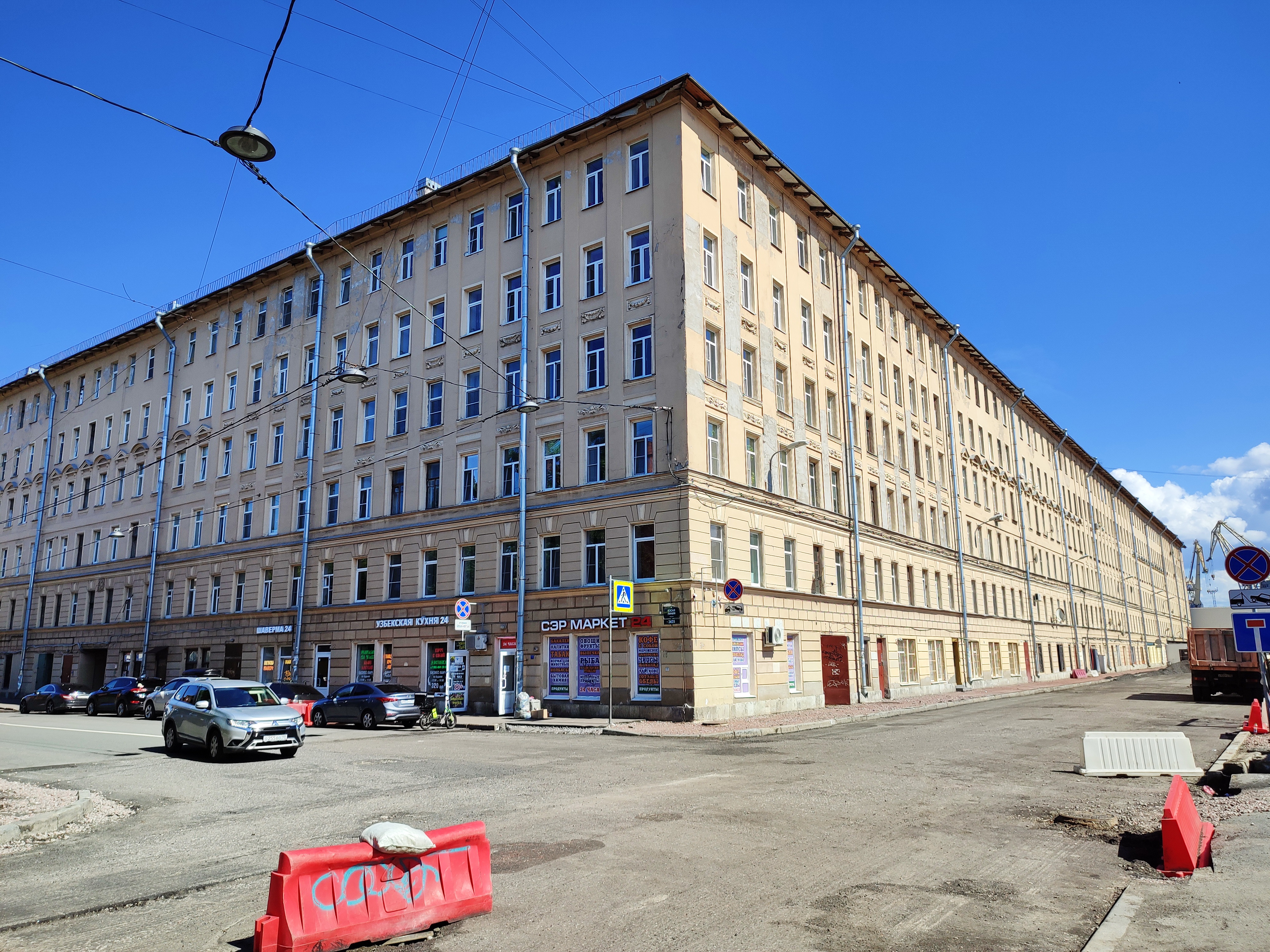
Бывшее общежитие «Скобской дворец»

В 1900 году вдоль набережной построили трёхэтажный корпус, в который перенесли стригальный, крахмальный, белильный и опальный цеха, белые барабаны и склад под суровые изделия. В этом же корпусе установили и машину компании «Зульцер», третью по счёту.
Общежитие для текстильщиков располагалось в т. наз. «Скобском дворце» — большом доме на углу Кожевенной линии, 25 и Косой линии, 24, там же жили кожевники, судостроители и кабельщики.
В 1902—1912 гг. в сутки выпускали от 200 до 220 тысяч аршин ткани (140—145 тысяч метров), в 1914 г. — до 190 тысяч метров. Ассортимент:
- гимнастёрочная и подшинельная ткань для интендантства;
- бумазея — крашеная, подкладочная и набивная;
- сатин — белый, крашеный и набивной;
- муслин и фуляр;
- ситец — набивной и лощёный;
- ланкорды (хлопчатобумажная ткань) белые и крашеные;
- мадаполам и батистовые платки;
- мебельные драпировочные и жаккардовые ткани с шёлковой нитью.

Главная контора АО размещалась в Апраксином дворе, где также хранился товар. В 1905 году число рабочих составляло 640 человек и все они 12 декабря 1905 года были уволены за участие в ноябрьско-декабрьской забастовке отделочников. Большинство из них — 622 человека — происходили из крестьян. Как и в XIX в., в начале века XX-го условия труда были тяжёлыми: отсутствовала вентиляция, потолки протекали, полы были холодными и мокрыми, красковарочный цех наполнен паром, из-за чего видимость снижалась до 5 шагов, много грязи. Согласно «Табелю взысканий» основной мерой воспитания трудящихся служили штрафы, накладывавшиеся за упущения в работе, опоздания, нарушения тишины, курение, несоблюдение чистоты, пререкания.

### Национализация предприятия
28 июня 1918 года В. И. Лениным подписан декрет о национализации крупных предприятий, относящихся к ведущим отраслям производства, включая и текстильную; летом этого же года хозяева Воронин и Чешер вместе с родными и домочадцами с вещами покинули Россию и уехали в Великобританию; ещё ранее они перевели туда три четверти своих капиталов. Номинально фабрика стала советской, но практически это произошло 4 марта 1919 года, когда президиум ВСНХ специальным постановлением оформил переход текстильных предприятий в ведение правительства. Гражданская война в России приостановила работу многих предприятий: из 27 хлопчатобумажных фабрик города работали только две, и при этом неполный рабочий день. Из-за отсутствия электроэнергии и суровья Петросовет остановил работу Василеостровской ситценабивной фабрики в Чекушах; часть рабочих ушла в Красную Армию, а те, кто имел возможность и хотел уехать из города, были обеспечены бесплатными железнодорожными билетами, предоставленными профсоюзом текстильщиков. Тем не менее, на производстве осталось ядро трудового коллектива: две сотни специалистов и квалифицированных рабочих; они охраняли оборудование и прочее имущество и были готовы к возобновлению рабочего цикла. Также они разгружали с барж дрова во время субботников, работали на огородах Петрокоммуны, обычно на углу Малого проспекта и 17-й линии. Кто-то обучался в школе, организованной ячейкой коммунистов при фабрике.
5 ноября 1921 года на фабрику было доставлено распоряжение Петрохлопка — треста, объединявшего петроградские текстильные фабрики — о начале подготовки к запуску производства, но сначала в сокращённом виде в целях наименьшей затраты электроэнергии, топлива и прочих средств. В декабре 1921 года согласно особому постановлению Петрохлопка предприятие возобновило свою работу и 20 декабря этого же года были выпущены первые куски бязи для белья. Весной 1922 года Петрохлопок распорядился о размораживании всех производственных мощностей и в начале лета 1922 года пуск фабрики в полном объёме состоялся.
Перед празднованием 5-й годовщины Октябрьской революции Петросовет решил дать новые названия старым фабрикам Петрограда и «Ситценабивная мануфактура АО мануфактур Воронин Лютш и Чешер» получила имя большевички Веры Слуцкой, которую рабочие называли «железной Верой».

#### Довоенное производство
В 1925—1929 гг. проводилось техническое переоснащение фабрики: было выделено 900 тысяч рублей для организации новой котельной, 469 тысяч — на переоборудование мастерских и 772 тысячи — под новые хозяйственные постройки. Тогда началось внедрение вентсистемы по всем помещениям, сушильные аппараты были загерметизированы. Климат на предприятии существенно улучшился. В 1929 году вышел первый номер фабричной многотиражки «Ситценабивник».
В 1937 году организованы фабричные химическая лаборатория и художественный совет, план второй пятилетки выполнен на 4 месяца раньше срока. В следующем году разработана и внедрена печать тканей кубовыми красителями. В 1939 году освоен выпуск кашемира. В 1940 году в среднем в сутки изготавливали 310 тысяч метров тканей.

#### Фабрика в годы Великой Отечественной войны
После начала Великой Отечественной войны 1941—1945 гг. оставшиеся в цехах сотрудники сделали из здания крепость: в стенах пробили амбразуры для ведения огня из пулемётов и винтовок, на втором этаже здания, выходившего на Кожевенную линию, организовали ДОТ. Все деревянные постройки на территории предприятия были снесены, на их месте вырыли защитные щели и организовали бомбоубежище. Более 100 человек, в основном женщин, зачислили в команды МПВО. Бойцы этих команд отстояли здания фабрики; были разрушены и сожжены только крыши.
Производство было перестроено, выпускали только ткани, необходимые фронту и госпиталям: пулемётные ленты, плащевые палаточные ткани, а также марлю, фланель для портянок, ткани для белья и маскхалатов. Во второй половине июля 1941 года на производстве трудились 127 человек, мужчин и женщин, выпуская каждые сутки 110—115 тысяч метров ткани и выполняя срочные заказы. Но думать приходилось не только о производстве: сотрудников могла подкосить т. наз. «моральная дистрофия», то есть потеря воли к жизни в тяжёлых условиях войны и блокады.
В конце декабря 1941 года немецкая артиллерия и авиация существенно повредили 7-ю ГЭС, в результате чего пропал пар, а позже и электричество. Для подачи электропитания в цехе установили движок, однако фактически фабрика была законсервирована. 9 марта 1942 года партийным бюро фабрики был поставлен вопрос о подготовке к восстановлению и запуску главных производственных активов. Число сотрудников тогда составило 230 человек, и они смогли начать с 1 июля 1942 года выпуск тканей из сохранившихся запасов незаконченного производства. Отделка тканей была скромной, ассортимент составили одёжные ткани, бязь, миткаль, фланель. В августе того же года наладили ручную покраску чулок, поставляемых фабрикой «Красное знамя», а также выполнили заказы руководства Ленинградского фронта на маскировочные сети. Весь 1943 год на фабрике отсутствовали автомобили, и рабочие провели по территории предприятия трамвайный путь по которому рабочие позднее передвигались на велосипедах.
В 1943 году разморожены и встали в строй 4 красильных аппарата, белый и суровый агрегаты, 2 бучильных котла, белосушильные барабаны, 9 ворсовальных машин, 4 джигера (красильно-роликовая машина), декатировочная установка, печатная и мерильная машины, зрельник и отделочные агрегаты. Восстановлена межцеховая разбраковка. К 5 декабря почти полностью был выполнен план по валовой продукции, а среднесуточный выпуск тканей достиг значения в 40 тысяч метров. В январе 1944 года блокада Ленинграда была полностью снята. На фабрике составили план капитальных работ на 1944 год, согласно которому над корпусами нужно было восстановить 12 тысяч кв. метров крыш, отремонтировать и запустить вентиляцию, а также пожарный водопровод, детский сад, 800 кв. метров жилья и др. В связи с этим получило распространение совмещение основных профессий со строительными. На восстановительные работы выходили каждый день после 10-часового рабочего дня.
К концу 1944 года плановые задания по восстановлению фабрики были выполнены; заработал детский сад, ряд семей переселились в восстановленный дом № 24/25 по Косой/Кожевенной линии, в общежития на 13-й линии В. О. и на Гаванской улице. В июне 1944 года в сутки выпускалось 110 тысяч квадратных метров ткани.
Ситценабивная фабрика имени Петра Алексеева в Шлиссельбурге была разрушена и власти приняли решение её не восстанавливать, в связи с чем всё суровье, изготовленное в Ленинграде, должна была перерабатывать только фабрика имени Веры Слуцкой. Чтобы решить эту задачу, в начале 1945 года Главленхлоппром решил фабрику реконструировать: пристроить новые корпуса совокупной площадью 12 тысяч кв. метров и перевести в них отбельный цех, а отделочный и красильный цеха расширить.

#### Послевоенная жизнь
После войны на фабрику стали возвращаться фронтовики, но работников не хватало, поэтому их стали набирать в других районах страны, в частности, в Ярославской области. Набранных селили в подвальных помещениях на Гаванской и Опочининой улицах, а также в полуподвальном помещении корпуса, пристроенного между Детской улицей и 27-й линией. Новых работников требовалось обучать, но учебных пособий для отделочных текстильных предприятий тогда не было, поэтому их разрабатывали специалисты непосредственно на самой фабрике. В 1946 году обучены 124 человека, при этом применялся индивидуально-бригадный метод.
Перед фабрикой поставили задачу к 1950 году увеличить выпуск продукции сравнительно с 1940 годом на 70 %, значительно расширить ассортимент, при том, что рабочий коллектив перешёл на 8-часовой рабочий день. Итоги работы за 1947 год показали, что среднесуточный выпуск тканей превысил уровень 1940 года на 6,6 %. Специалисты предприятия уделяли внимание не только выпуску продукции, но и совершенствованию средств производства: так, они создали и внедрили автомат правки утка, нашедшего впоследствии применение и на других производствах текстильной промышленности СССР.
К концу четвёртой пятилетки фабрика успешно справилась с заданием по расширению ассортимента и теперь выпускала тафту, прюнель, высококачественные зефиры, перкаль и штапельные ткани. К 1950 году на фабрике имени Веры Слуцкой трудились около 2 тысяч работников и 80 % из них — женщины. На фабрике побывал маршал Чойбалсан и высоко оценил качество джигуни — ткани атласного переплетения, изготавливавшейся по заказу Монгольской Народной Республики.
Директивы, утверждённые XIX съездом КПСС на пятилетку 1951—1955 гг. предусматривали увеличение выпуска продукции на фабрике сравнительно с 1946 годом в 4 раза. Текущее состояние производства это задание выполнить не позволяло, поэтому в 1952 году коллегия министерства подписала проект реконструкции, согласно которому требовалось построить новый корпус, механизировать трудоёмкие процессы и прочее. При этом производственные площади увеличивались на 43 %.
В 1952 году фабрика выпускала в среднем в сутки 430 тысяч метров ткани, выпуск батиста, вуали и маркизета увеличился вдвое, а штапеля — в 3 раза. Новый корпус построили и использовали при реконструкции приготовительного цеха, отделочного и складального. В 1957 году в среднем в сутки выпускали 780 тысяч метров ткани в широком ассортименте. На международной выставке в Брюсселе в 1958 году ткани фабрики отметили почётным дипломом и серебряной медалью. В 1959 году освоили массовое производство штапеля с отделкой типа «шинц» — она придавала ткани несмываемый блеск.
В ноябре 1959 года ЦК КПСС и Совет министров СССР приняли постановление «О мерах по дальнейшему подъёму текстильной промышленности» в котором, в частности, говорилось о том, что с 1963 года необходимо вырабатывать штапельные костюмные, меланжевые, пестротканые и сорочечные ткани малоусадочными и несминаемыми, а с 1965 года указанные свойства должны иметь все плательные штапельные ткани. Такие ткани в стране ещё никто не делал. Фабрика имени Веры Слуцкой успешно справилась с заданием и в 1966 году была награждена орденом Трудового Красного Знамени.
Планы восьмой пятилетки 1966—1970 гг. предусматривали внедрение в красильно-отделочное производство новых агрегатов и поточных линий непрерывного действия; на фабрике установили дополнительно 34 браковочно-мерильных машины и 6 пачковязальных, обслуживаемых двумя транспортными конвейерами. В 1967 году установили механизированную щелоковыпарную станцию, а также механизированные станции приготовления эмульсионной загустки, моющих средств, растворов перекиси водорода, растворов нафтола. В следующем, 1968 году механизировали гравёрный цех, чтобы освободить работников от необходимости вручную переносить тяжёлые валы. В 1966—1969 гг. обновили треть оборудования в красильном цехе и четверть — в печатном цехе.
На международной выставке в Пловдиве в 1970 году ткань «маркизет» получила Золотую медаль. Продукция стала успешно конкурировать с изделиями компаний из Великобритании и Японии, задающих тогда тон в мировом тренде текстиля. Коллектив фабрики заключил договор о содружестве с фирмой «Деко» города Плауэн, ткачество в котором развивалось ещё с середины XVI века.
В первый год девятой пятилетки фабрика выпустила 228 миллионов метров тканей, украшенных 1350 рисунками — от бязи, сатина и фланели до футора, который используется для изготовления искусственной замши.
12 января 1973 года Указом Президиума ВС СССР за производственные успехи и в связи со 150-летием со дня основания фабрика имени Веры Слуцкой награждена орденом Октябрьской Революции.
В 1977 году был открыт народный музей истории фабрики.
В 1982 году на студии «Леннаучфильм» режиссёром А. Мелихаровым по сценарию Т. Верёвкиной о фабрике был снят документальный фильм.

#### Подчинение
- С 1922 г. подчинена Петротекстилю[24];
- с 1924 г. — Ленинградтекстилю[24];
- с 1931 г. — Ленинградскому гос. хлопчато-бумажному тресту «Ленхлоппром» ВСНХ[24];
- с 1933 г. — Наркомату лёгкой промышленности СССР[24];
- с 1946 г. — Министерству лёгкой промышленности СССР[24];
- с 1957 г. — Управлению текстильной промышленности ЛСНХ[24];
- с 1966 г. — Министерству лёгкой промышленности РСФСР[24].

## Закрытие и перепрофилирование
В 1993 году было зарегистрировано открытое акционерное общество «Северный текстиль».
В 1997 году из-за финансовых проблем фабрика прекратила свою работу.
На территории фабрики находятся 17 производственных корпусов в федеральной собственности, семь из которых (корпуса 1, 3, 4, 5, 6, 13, 14) КГИОП в 2001 году включил в список вновь выявленных объектов культурного наследия. В 2000 году помещения фабрики взял в аренду Торговый дом «Нарвская ярмарка».
В феврале 2021 года в переоборудованных помещениях фабрики было открыто арт-пространство «1.201ASC (art space community)», которое позже получило название «Исткабель» — как восточная часть Севкабель Порта.